# مهدي هميلي
ولد في تونس العاصمة، درس الإخراج السينمائي في تونس وتخرج من المعهد العالي للسينما في باريس. هو ممثل، سيناريست ومخرج متحصل على جوائز عديدة لعب عدة أدوار في المسرح والسينما.
مهدي هميلي مخرج سينمائي وشاعر شعبي معروف في تونس بقصائده وكتاباته الساخرة باللهجة التونسية التي كانت تنقد الأوضاع في تونس إبان حكم بن علي للبلاد وهو ما حتم عليه أن يبقى في المهجر بعيدا عن وطنه تونس. من قصائده المشهورة «منية، حكاية بائعة هوى»، «ليلى في بلاد الكاروسال»، «حكاية عصفور تونسي».
مهدي هميلي من الأصوات القليلة التي صرخت في المدينة أيام نظام زين العابدين بن علي، من قصائده الشهيرة نذكر «يا مْعلِّم» التي تهكم فيها على بن علي شخصيا ونقده بأسلوب ساخر جلب له العديد من المتاعب منها منعه من العودة ومن تصوير فيلم له في تونس.
كتابات مهدي هميلي تستعمل لغة الشارع التونسي البسيطة وتصنع منها أجنحة تحمل القارئ والسامع إلى ما وراء الواقع، نحو الحلم والحب والألم. نجد في قصائد مثل «منية» أو «ليلى في بلاد الكاروسال» أنوثة صارخة تلفظ كلمات كالإعصار. يقول مهدي هميلي عن كتاباته التي تحكي حكايات النساء «أدين للمرأة التونسية بكل شئ. كل ما أكتبه للشعر أو السينما هو من أجلها وهي الملهمة الأولى والأبدية.»
من قصائده الجديدة قصيدة «يا تونس» التي أحدثت ضجة لأنها تتحدث عن تونس الجديدة، تونس ما بعد 14 جانفي بنفس العبارات القاسية التي كان يصف بها مهدي هميلي تونس بن علي.
هو أيضا فنان شامل، يمارس التصوير الفوتوغرافي، الرسم والكتابة المسرحية والتمثيل وفن الفيديو والأدب. نذكر من أفلامه القصيرة المتميزة فيلم «ليلة»، صور بين تونس وباريس وهو يحكي بشاعرية عن صعوبة فهم العلاقات الإنسانية عبر سرده لقصتي حب متوازتين الأولي في باريس والثانية في تونس.
انتهى مؤخرا من اتمام فيلم من إنتاج تونسي فرنسي مشترك يحمل عنوان «ليلة بدر» وهو فيلم بالأبيض والأسود يحكي عن آخر ليلة منفى يقضيها شاعر تونسي عجوز في مدينة باريس بصحبة رفيقه. يحضر حاليا لتصوير فيلمه الروائي الأول «المدينة المفتوحة»، فيلم دراما خيال علمي يحكي عن قصة حب في مدينة مجهولة أياما قبل نهاية العالم. من مشاريعه المستقبلية فيلم «ليبرو»، يتحدث عن عائلة تتحطم من جراء مقابلة كرة قدم وفيلم «الأرض إيكْس» حول رحلة يقوم بها مريض عجوز بمرض آلزهايمر.
يعيش مهدي هميلي ويعمل منذ سنوات بين تونس وباريس وبرلين.

## أفلام من إخراجه
- ليلة بدر : فيلم درامي قصير، أبيض وأسود مدته 25 دقيقة. (تونس/فرنسا 2012)
- ليلة : فيلم درامي قصير، أبيض وأسود مدته 29 دقيقة. (تونس/فرنسا 2011)

## روابط خارجية
- مهدي هميلي على موقع IMDb (الإنجليزية)
- مهدي هميلي على موقع ألو سيني (الفرنسية)
- مهدي هميلي على موقع قاعدة بيانات الفيلم (الإنجليزية)